# Lumpgölen
Lumpgölen är en sjö i Linköpings kommun i Östergötland och ingår i Motala ströms huvudavrinningsområde. Den omkring 120 m ö.h. belägna sjön är omgiven av skog och ligger cirka 4 km nordväst om Brokind.